# Waldemar Victorino
Waldemar Barreto Victorino (født 22. maj 1952 i Montevideo, Uruguay, død 29. august 2023) var en uruguayansk fodboldspiller (angriber).
Han spillede mellem 1976 og 1981 33 kampe og scorede 15 mål for Uruguays landshold. På klubplan spillede han blandt andet for Nacional i hjemlandet, italienske Cagliari samt argentinske Newell's Old Boys og Colón.